# Pierre Adt
Pour les articles homonymes, voir Adt.
Peter Adt dit Le Maréchal en avant, naturalisé français en 1865 Pierre Adt, né le 8 septembre 1820 à Ensheim et mort le 10 avril 1900 à Pont-à-Mousson, a été maire de Forbach de 1865 à 1871.

## Biographie
En territoire sarrois, se trouve un village du nom d'Ensheim. Au XVIIIe siècle, le meunier des lieux, Mathias Adt, a l'idée de fabriquer des tabatières en bois. C'est le début de la grande épopée des tabatières et des articles les plus divers confectionnés pour toutes sortes d'usages.
Grâce aux  moines  de Wadgassen (Sarre) qui vendent des boîtes au gré de leurs pérégrinations, Mathias prend connaissance de l'invention faite par un imprimeur parisien qui a eu l'idée de coller des feuilles de papier les unes sur les autres : le papier  mâché est né. Les huit fils du meunier, puis leurs descendants, développent la production en l'améliorant grâce à toutes les innovations technologiques du XIXe siècle. Les presses à vapeur, par exemple, constituent un apport déterminant en matière de variété des formes et de qualité des articles les plus divers fabriqués en papier mâché. Mais les embûches sont elles aussi nombreuses et variées. Y compris dans le domaine douanier où les taxes à payer sont élevées. C'est la raison pour laquelle Peter Adt III, l'arrière-petit-fils de Mathias, structure son activité en créant en 1839 la Société des Frères Adt (Firma Gebrüder Adt, en allemand) pour ses trois fils Franz, Peter et Jean-Baptiste. La nouvelle société songe à s'implanter à Forbach, la France étant devenue dans l'intervalle un marché très porteur notamment pour les boîtes à tabac à priser (de ce temps on « sniffait » le tabac). Une première tentative en 1844 tourne court et au bout de trois ans, les Adt vont s'établir à Sarreguemines. Probablement attirés par le fait que Forbach est desservi par le chemin de fer dès novembre 1851, et même relié à Sarrebruck un an plus tard, les Adt viennent s'implanter définitivement à Forbach en mai 1853. Et cette fois-ci sous la direction de Peter qui remplace son frère cadet Franz, auquel avait été confiée la gestion en 1844.
Peter a 33 ans. Très francophile, il a fait ses études en France et s'est rendu souvent à Paris... En  1850, il y a épousé une jeune veuve de 28 ans : Émilie Milon, en l'église Saint-Nicolas-des-Champs. Elle avait eu deux enfants de son premier mariage, ils en auront trois autres ensemble. Émilie est née à Paris en 1821. Très patriote, elle a néanmoins gardé toute sa vie durant d'excellents rapports avec la branche allemande de la famille...
À Forbach, il semblerait que les premiers ateliers Adt se soient situés à côté de l'hôtel Karsch, donc à l'emplacement de l'actuel Leader Price. Peter Adt, nouveau directeur, s'installe avec sa famille dans une belle propriété disposant d'un vaste parc, l'actuel hôpital Sainte-Barbe. Il y a déjà un fils, Henri, né en 1851 à Paris. Une fille, prénommée Berthe, naît en 1853, et un deuxième fils, Émile, en 1855. Berthe décède à 12 ans. Pour les employés de la fabrique, Peter Adt devient rapidement le « Maréchal en avant » en raison du dynamisme dont il fait preuve, de sa volonté à aller de l'avant pour développer l'entreprise. Et de fait, la production se diversifie et les effectifs augmentent rapidement. En 1865, une usine à gaz est installée. Elle permet non seulement d'introduire le travail de nuit à l'usine, mais également de faire bénéficier la ville d'un éclairage public. Cette ville dont Pierre Adt, maintenant Français, devient le maire.
Un mois à peine après sa nomination, Pierre Adt soumet au conseil municipal un rapport de la Commission des Écoles de la Ville dont fait partie, outre lui-même, plusieurs personnalités particulièrement favorables à la création d'un collège de garçons. Le conseil municipal adopte les conclusions de la commission. Pierre Adt va aussitôt voir le préfet de la Moselle, puis, fort de l'appui du ministre de l'Instruction publique, qui le félicite chaudement pour son engagement, il fait ouvrir le collège de Forbach qui fonctionne... sans qu'aucune formalité légale n'ait encore été remplie ! Le décret autorisant la création à Forbach d'un collège général n'est signé par Napoléon III, Empereur des Français, que le 17 janvier 1867.
Sous l'impulsion de Pierre Adt, un autre projet va se concrétiser : il s'agit de la construction d'une église catholique, celle de Kappelberg étant décidément trop vétuste. Le 21 octobre 
C'est également en 1866
 qu'à l'initiative de Pierre Adt sera créée une chorale d'hommes, qui, trois ans plus tard, deviendra la chorale Concordia, la plus ancienne des associations forbachoises.
Et puis c'est l'épisode de la guerre de 1870 et de la bataille perdue du 6 août à Spicheren, à Stiring et aussi à Forbach (voir Bataille de Forbach-Spicheren). Dès le 31 juillet, le général Frossard établit son quartier-général chez le maire Adt, qui met à disposition le premier étage de sa vaste demeure. L'issue du conflit entre la France et l'Allemagne va bouleverser la vie de Pierre Adt. Il démissionne de son poste de maire le 14 juin 1871 et va fonder une nouvelle usine en territoire français, à Pont-à-Mousson. Pour les Mussipontains, la fabrique de tabatières, installée à l'emplacement de l'ancienne université, ce sera la « Tata ». Elle se développe rapidement.
Fait chevalier de la Légion d'honneur par décret du 29 octobre 1889, Pierre Adt est encore le président-fondateur de la société anonyme de la Tuilerie Mécanique de Jeandelaincourt qui voit le jour le 16 septembre 1893. Pierre Adt décède le 10 avril 1900 à Pont-à-Mousson.

## Mémoire
En hommage au créateur du premier collège de Forbach (actuelle École du centre de l'avenue Passaga). Le collège implanté rue de Remsing porte le nom de Pierre Adt.